# Ted Murphy
Ted Murphy, född den 30 oktober 1971 i West Newton, Massachusetts, är en amerikansk roddare.
Han tog OS-silver i tvåa utan styrman i samband med de olympiska roddtävlingarna 2000 i Sydney.